# Paolo Dezza
Paolo Dezza, SJ (Parma, 13 de dezembro de 1901 - Roma, 17 de dezembro de 1999) foi um cardeal jesuíta católico romano que dirigiu a Pontifícia Universidade Gregoriana durante o pontificado do Papa Pio XII, a quem ajudou na preparação do dogma da Assunção de Maria. Ele foi confessor do Papa Paulo VI e sucessor de Paulo, o Papa João Paulo I, e foi professor do sucessor do Papa João Paulo I, o Papa João Paulo II.
Em 1981, depois que o Superior Geral Pedro Arrupe sofreu um derrame debilitante, o Papa João Paulo II nomeou Dezza e um assistente, o Padre (mais tarde Arcebispo) Giuseppe Pittau, SJ, para chefiar a Ordem dos Jesuítas. Em 1991, Dezza foi nomeado cardeal pelo Papa João Paulo II em agradecimento por seus serviços à Igreja e por seu trabalho como teólogo e presidente de universidade.
Com dezessete anos, Dezza entrou para a ordem dos jesuítas em 2 de dezembro de 1918. Estudou em Madrid, Espanha, Nápoles, Itália e Innsbruck, Áustria. Em 25 de março de 1928 foi ordenado sacerdote. Um estudioso brilhante, ele foi nomeado professor de filosofia na Universidade Gregoriana, mas teve que passar vários anos na Suíça por causa de complicações de saúde. Em 1935, foi nomeado provincial para a região de Veneza e Milão e, em 1941, foi nomeado chefe da Universidade Gregoriana  Com Robert Leiber , Augustin Bea , Otto Faller, G. Hentrich e RG de Moos, ele ajudou na preparação do dogma da Assunção de Maria .
Em 1945, ele batizou Israel Zolli, o Rabino Chefe de Roma e chefe da comunidade judaica, que, em reconhecimento às intervenções do Papa Pio XII pelos judeus em Roma durante a ocupação alemã, assumiu o nome de Eugenio Zolli . Eugenio Zolli trabalhou pelo resto de sua vida na Universidade Gregoriana. Dezza era considerado um dos principais candidatos na eleição para um novo Jesuíta Geral em 1946. A partir de 1951 ele chefiou como Secretário Geral da Federação Internacional de Universidades Católicas (FIUC). Ele foi confessor de dois papas, Paulo VI e João Paulo I. Ele chegava ao Vaticano todas as sextas-feiras à noite às sete da noite. As únicas palavras que ele falou sobre seu longo serviço ao Papa Paulo VI durante seu pontificado foram "que este papa é um homem de grande alegria". 
Após a morte do Papa Paulo VI , Dezza foi mais franco, dizendo que “se Paulo VI não era santo, quando foi eleito Papa, tornou-se durante o seu pontificado. Pude testemunhar não só com que energia e dedicação ele labutou por Cristo e pela Igreja, mas também e sobretudo, quanto sofreu por Cristo e pela Igreja. Sempre admirei não só a sua profunda resignação interior, mas também o seu constante abandono à providência divina ». 
Em 1981, o Superior Geral Jesuíta, Pedro Arrupe , sofreu um derrame. Os Jesuítas nomearam o seu Vigário Geral, o Rev. Vincent O'Keefe, um americano, para dirigir a ordem até que um sucessor fosse encontrado. O Papa, em uma decisão altamente incomum interveio e nomeou ao invés o Padre Dezza, como um delegado pontifício especial para servir como líder interino dos Jesuítas. O Papa conheceu Dezza pessoalmente como seu professor. Como estudante no Colégio Belga de Roma depois da guerra, ele assistiu às palestras de Dezza na Pontifícia Universidade Gregoriana. Em 1983, em sua 33ª Congregação Geral, os Jesuítas elegeram Peter Hans Kolvenbach , um acadêmico holandês, como seu novo Superior Geral na primeira votação.
O Papa elevou o padre Dezza, de 89 anos, a cardeal em 1991 como cardeal-diácono de Santo Inácio de Loyola no Campo de Marte.  Em 1999, o Papa celebrou a missa fúnebre na qual disse:
Meu venerado Predecessor Paulo VI, durante anos muito difíceis para a Igreja e para a Companhia de Jesus, encontrado em pe. Dezza, o servo de Cristo, o autêntico jesuíta, o homem espiritual em cujo sábio conselho podia contar nas dificuldades da sua elevada missão. Eu mesmo criei para ele um Delegado Papal especial para a Companhia de Jesus em uma fase importante de sua história. Servir a Cristo na pessoa do seu Vigário: o preceito de Santo Inácio foi o ideal que inspirou toda a vida do saudoso Cardeal na sua visão fiel, atenciosa, inteligente e prudente, generosa e imparcial. Ele sabia das faltas que existiam na Igreja e nos seus homens, mas com uma dedicação cuidadosa, cheia de amor e fé, ajudou a amenizar os seus efeitos, trabalhando pela autêntica renovação da Igreja.— Papa João Paulo II 
Dezza está sepultado na Igreja de Santo Inácio de Loyola em Roma, perto do túmulo de São Roberto Belarmino.